# William Byrne (Bischof)

Wappen von William Draper Byrne

William Draper Byrne (* 26. September 1964 in Washington, D.C.) ist ein US-amerikanischer Geistlicher und römisch-katholischer Bischof von Springfield.

## Leben
William Byrne besuchte bis 1986 das College of the Holy Cross in Worcester. Von 1989 bis 1994 studierte Byrne Philosophie und Katholische Theologie an der Päpstlichen Universität Heiliger Thomas von Aquin in Rom. In dieser Zeit war er Alumne des Päpstlichen Nordamerika-Kollegs. Byrne empfing am 25. Juni 1994 durch den Erzbischof von Washington, James Aloysius Kardinal Hickey, das Sakrament der Priesterweihe für das Erzbistum Washington.
Nach der Priesterweihe war William Byrne zunächst als Pfarrvikar der Pfarreien Shrine of the Little Flower in Bethesda (1994–1995) und Shrine of St. Jude in Rockville (1995–1999) tätig, bevor er Kaplan an der University of Maryland in College Park wurde. Zudem war er von 2003 bis 2006 Mitglied des Priest Personnel Assignment Board und von 2006 bis 2009 Mitglied des Priesterrats des Erzbistums Washington. Von 2007 bis 2015 war William Byrne als Pfarrer der Pfarrei St. Peter in Washington, D.C. tätig. Daneben war er ab 2009 Sekretär für pastorale und soziale Aufgaben. 2015 wurde Byrne Pfarrer der Pfarrei Our Lady of Mercy in Potomac.
Am 14. Oktober 2020 ernannte ihn Papst Franziskus zum Bischof von Springfield. Der Erzbischof von Boston, Seán Patrick Kardinal O’Malley OFMCap, spendete ihm am 14. Dezember desselben Jahres in der Saint Michael’s Cathedral in Springfield die Bischofsweihe; Mitkonsekratoren waren der Bischof von Helena, Austin Vetter, und der Bischof von Metuchen, James F. Checchio.